# Nottingham
|  | Per a altres significats, vegeu «Nottingham (desambiguació)». |

Nottingham (pronunciat /ˈnɒtɪŋəm/) és un municipi del Regne Unit, que pertany al comtat de Nottinghamshire, del qual és la capital. Situat a la regió d'East Midlands, està travessat pel Trent, que va des de Stoke-on-Trent fins Humber i és l'únic riu anglès que va cap al nord. L'assentament més antic està en un territori de pedra sorrenca fàcil d'excavar i és per això que té el sobrenom de Ciutat de les coves. Des del 1897 té l'estatus de ciutat i més recentment també el d'autoritat unitària. Els límits de Nottingham són precisos i exclouen els suburbis de Hucknall, Arnold, Carlton, West Bridgford, Ruddington, Beeston, Long Eaton, Stapleford, i Ilkeston —alguns des quals són de fet a la regió de Derbyshire.

## Geografia
Nottingham està en una zona de turons baixos a la riba del Trent. Està envoltat al nord pel bosc de Sherwood, a l'oest pels camps de mines de carbó de Nottinghamshire, Derbyshire i Yorkshire, i a l'est i sud per les valls del Trent i del Belvoir. Els turons baixos estan formats per roca de gres amb parts d'alabastre. Un altre riu que passa per Nottingham és el Leen, un afluent del Trent.

## Història

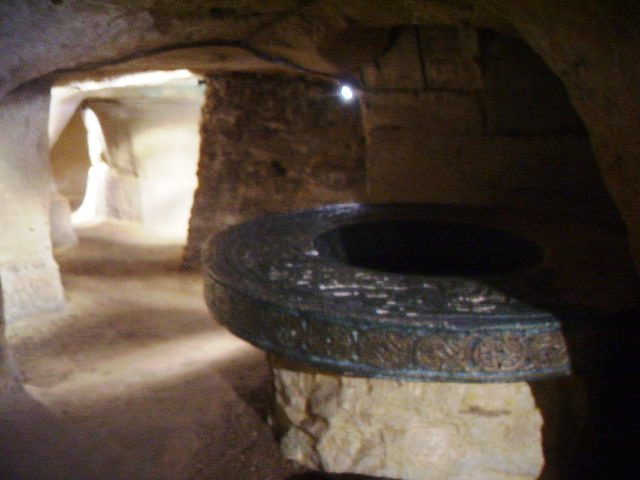
Interior duna cova del complex Ciutat de les coves.

En l'època anglosaxona aquesta zona formava part del regne de Mèrcia, i la ciutat era coneguda en llenguatge britònic pel nom de Tigguo Cobauc, que vol dir «el lloc de les coves». En gal·lès és coneguda poèticament pel nom Y Ty Ogofog i en irlandès Na Tithe Uaimh «les llars de les coves». Quan va caure sota el domini d'un cabdill saxó anomenat Snot va passar a dir-se Snotingaham «la llar de la gent de Snot» (format per: -inga = «la gent de» i -ham = «la llar de»). Antigament alguns autors feien derivar el nom de Snottenga, amb el significat de «ciutat de les coves», però no hi ha paraula en anglès antic o actual que vulgui dir «coves» i pugui formar part de la paraula proposada, per tant és una afirmació sense cap fonament lingüístic.
El municipi ha muntat una atracció turística anomenada Ciutat de les coves que proposa una visita per una recreació de les coves excavades en la roca que els primers habitants feien servir com a llars i després com a tallers d'adoberia, cellers, i refugis antiaeris, segons en quin moment històric.

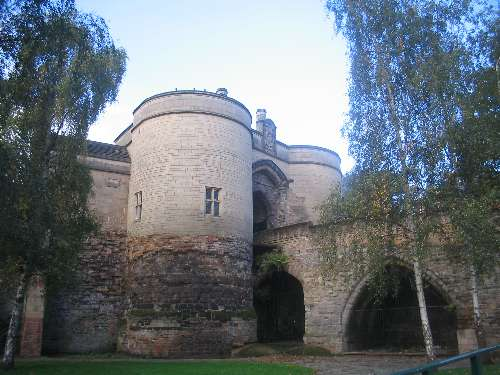
Porta d'entrada al castell

El 1068 es va construir un castell sobre una gran roca de gres, a prop del riu Leen. El primer poblat anglosaxó ocupava l'actual zona actualment anomenada Lace Market i estava envoltada d'un terraplè amb fossat defensiu que, després de la conquesta normanda es va omplir de material. El burg del segle xi tenia un tribunal de justícia i un saló de govern. A l'entorn del castell va sorgir un barri de francs normands que van arribar amb Guillem el Conqueridor. L'espai entre aquest barri i el burg va esdevenir la plaça del mercat.
Al segle xiii es va construir una muralla al voltant de la ciutat. Quan Ricard Cor de Lleó va tornar de les croades es va trobar el castell ocupat pels partidaris del príncep Joan, entre aquests el sheriff de Nottingham. El rei va presentar setge i finalment el va recuperar. Hi ha una llegenda popular sobre un heroi anomenat Robin Hood, que recrea aquest moment històric i que va ser novel·lada per Walter Scott.

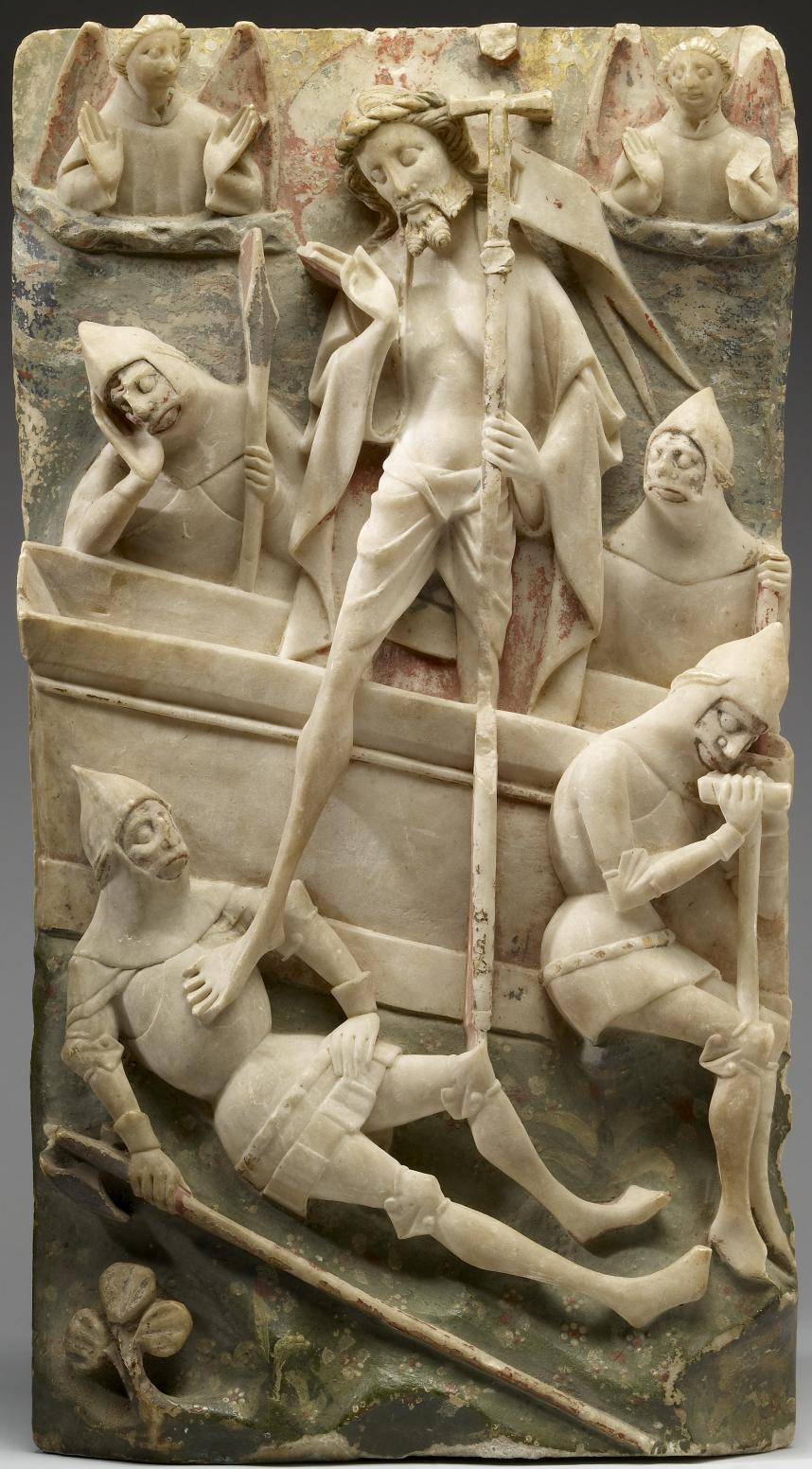
La resurrecció de Crist, en alabastre de Nottingham.

Al segle xv va adquirir renom l'alabastre local el qual s'exportava per fer obres d'art i a la ciutat hi havia tallers d'escultors que feien sobretot peces amb relleus per decorar altars. El 1449 la ciutat va ser declarada corporació amb autogovern dins del comtat, amb el castell exclòs d'aquesta corporació.
Durant la revolució industrial la ciutat va despuntar gràcies al sector tèxtil i en especial per les manufactures de les puntes al coixí. El 1831 els ciutadans es van revoltar contra el duc de Newcastle perquè aquest s'oposava a l'aprovació de la llei de reforma electoral del 1832 i van calar foc la seva residència, el castell de Nottingham. El 1835 el terme municipal es va expandir i va incloure dins els seus límits les parròquies de St Mary, St Nicholas i  St Peter. En una altra expansió del 1877 es van incloure Basford, Brewhouse Yard, Bulwell, Radford, Sneinton, Standard Hill i parts de les parròquies de West Bridgford, Carlton, Wilford (North Wilford). El 1889 Nottingham va adquirir l'estatus de borough i el de ciutat coincidint amb el jubileu de diamant de la reina Victòria, el 1897. Encara va continuar creixent i van haver dues ampliacions més, el 1933 i el 1955.
Els tramvies elèctrics es van instal·lar el 1901 i van estar en funcionament durant 35 anys fins que els van substituir per troleibús el 1936, però els tramvies s'han tornat a introduir el 2004.

## Organització

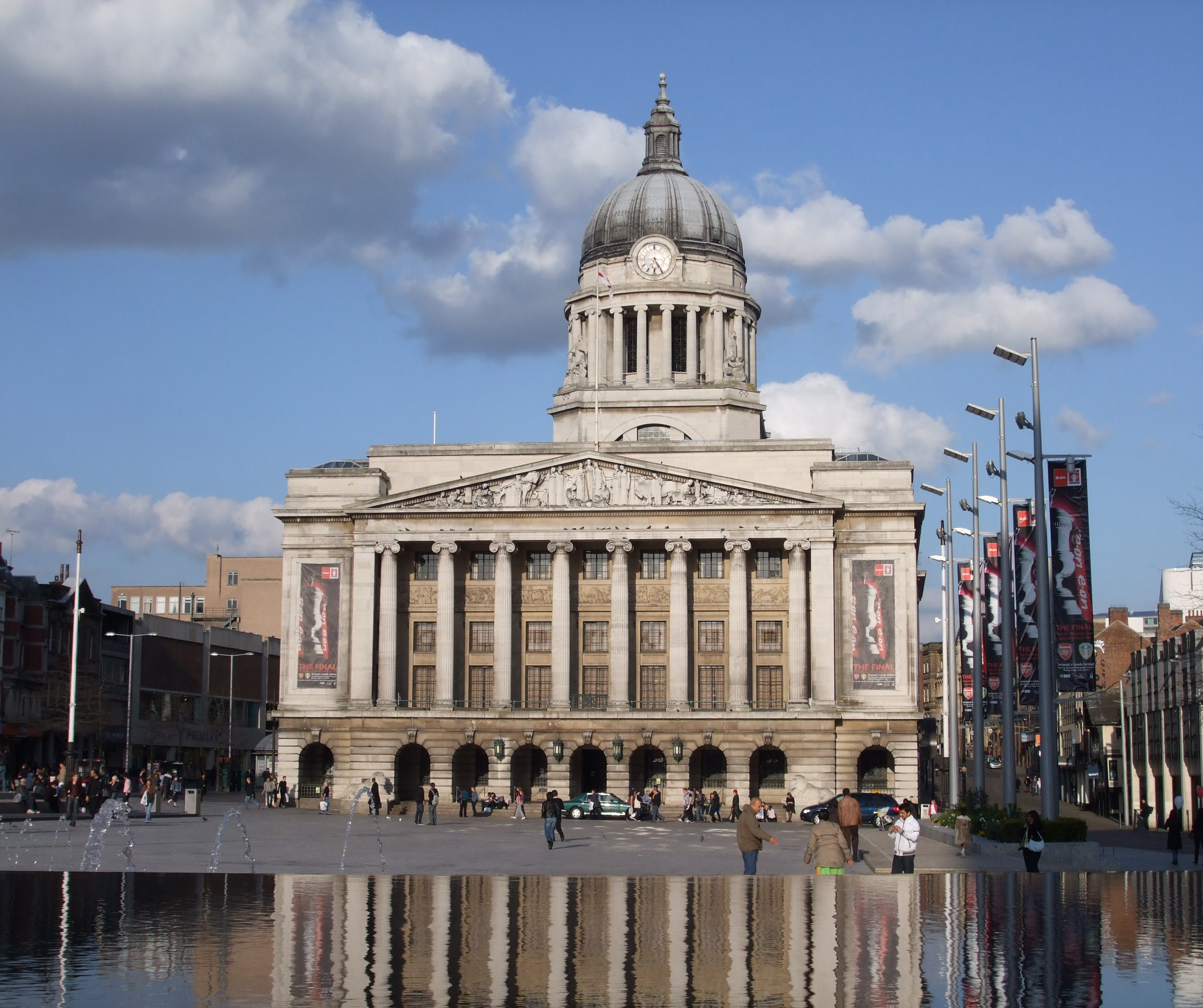
Nottingham Council House

Nottingham per la seva gran extensió i població és una autoritat unitària que té la seu a l'edifici anomenat Nottingham Council House, a la plaça Old Market. El govern d'aquesta autoritat unitària està configurat per 55 consellers, que representen els 20 districtes de la ciutat (wards), els quals són escollits cada quatre anys. La ciutat té a més un Lord Mayor, que és escollit pels consellers i no té cap poder ni autoritat sinó que és una figura representativa de l'estatus de la ciutat.
Algunes zones que, per proximitat, podrien considerar-se suburbis de Nottingham, en realitat pertanyen administrativament a les ciutats veïnes.

## Clima
Hi ha dues estacions meteorològiques que aporten dades per l'estudi climàtic de Nottingham: l'una es diu Nottingham Weather Centre i està al districte de Watnall, a uns 10 km al nord-oest del centre ciutat; l'altra és la del campus agrícola de la universitat i està al districte de Sutton Bonington, a uns 16 km al sud-oest del centre urbà. La temperatura més alta enregistrada a Watnall és 34.6 °C (94.3 °F), mentre que la de Sutton Bonington és 34.8 °C (94.6 °F) ambdues daten del 3 d'agost del 1990. La temperatura mínima dins l'estació càlida enregistrada és 19.9 °C (67.8 °F) l'agost del 2004. De mitjana la temperatura acostuma a ser 25 °C (77 °F) o menys, xifra que marca el termòmetre uns 11 dies a l'any[40] a Watnall (1981–2010) i generalment la temperatura màxima no passa dels 29.4 °C (84.9 °F).
Durant el període del 1981–2010 Nottingham (Watnall) va tenir una mitjana de 42,9 dies de gelada a l'any, i 47,1 a Sutton Bonington. La temperatura mínima enregistrada a Watnall va ser −13.3 °C (8.1 °F) el gener del 1963 i també el gener del 1987. Durant el període del 1981-2010, les temperatures baixes donen una mitjana de −6.6 °C (20.1 °F) a Watnall.

## Demografia
| any               | habitants |
| ----------------- | --------- |
| segle iv          | <37       |
| segle x           | <1.000    |
| segle xi          | 1.500     |
| segle xiv         | 3.000     |
| Inicis segle xvii | 4.000     |

| any               | habitants |
| ----------------- | --------- |
| Finals segle xvii | 5.000     |
| 1801              | 29.000    |
| 1811              | 34.000    |
| 1821              | 40.000    |
| 1831              | 51.000    |

| any  | habitants |
| ---- | --------- |
| 1841 | 53.000    |
| 1851 | 58.000    |
| 1861 | 76.000    |
| 1871 | 87.000    |
| 1881 | 159.000   |

| any  | habitants |
| ---- | --------- |
| 1901 | 240.000   |
| 1911 | 260.000   |
| 1921 | 269.000   |
| 1931 | 265.000   |
| 1951 | 306.000   |

| any  | habitants |
| ---- | --------- |
| 1961 | 312.000   |
| 1971 | 301.000   |
| 1981 | 278.000   |
| 1991 | 273.000   |
| 2001 | 275.000   |

En el cens del 2011 la ciutat de Nottingham tenia 312.900 habitants, i el districte administratiu Greater Nottingham 729.977 però si es té en compte tota l'àrea metropolitana (que inclou suburbis pertanyents a les ciutats veïnes) hi havia 1.543,000 habitants. La ciutat de Nottingham tenia en aquest estudi una densitat de 4.073 hab/km².
A causa del gran nombre d'immigrants que hi viuen, es pot sentir parlar diferents idiomes:
| - anglès 87,40% - polonès 2,23% - urdú 1,39% - punjabi 0,84% - àrab 0,78% - persa/farsi 0,31% - kurd 0,31% - francès 0,29% - portuguès 0,28% - paquistaní 0,24% - grec 0,23% | - cantonès 0,21% - castellà 0,19% - italià 0,19% - turc 0,18% - malai 0,17% - bengalí 0,17% - gujaratí 0,16% - lituà 0,16% - hindi 0,16 - altres 4,12% |

## Economia

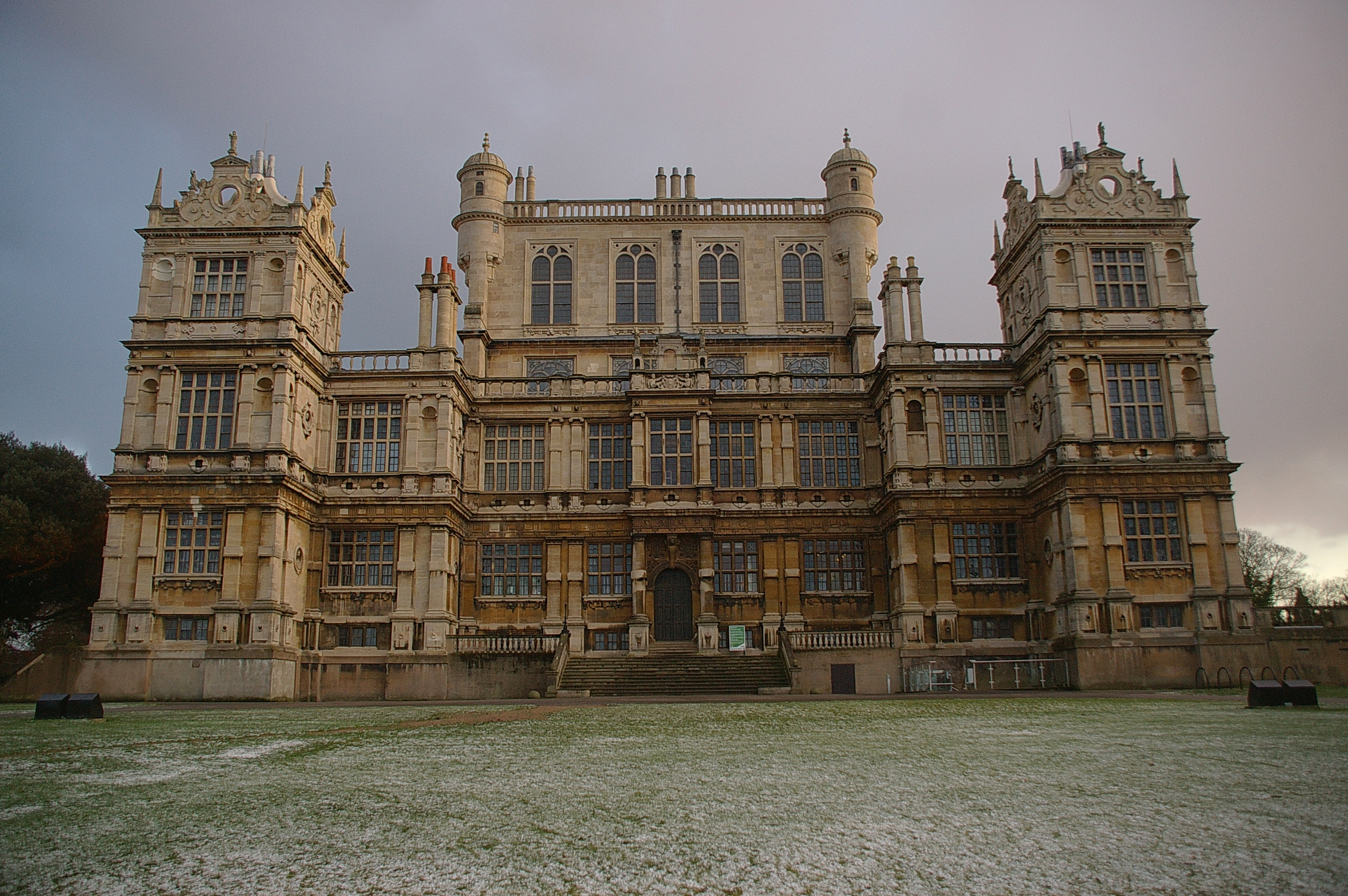
La mansió Wollaton va sortir en la pel·lícula de Batman El cavaller fosc: la llegenda reneix.

El principals sectors econòmics de Nottingham són: desenvolupament de tecnologies relacionades amb l'economia de baix carboni, mitjans digitals, biotecnologia, finances i negocis, serveis i lleure.
Hi ha tres universitats: Nottingham Trent University, que tenia 27.930 estudiants el curs 2011/12, la University of Nottingham, que tenia 35.630 el mateix any, i la Universitat de l'Escola Mèdica de Nottingham, que depèn el Queen's Medical Centre.
Nottingham va ser el 2005 una de les sis ciutats de la ciència nomenades pel Gordon Brown. Les diverses indústries relacionades amb la ciència i la biologia estan en un polígon anomenat BioCity, creat com un projecte conjunt de les universitats Nottingham Trent University i University of Nottingham i és el centre d'innovació en biociència més gran del Regne Unit, on s'han instal·lat unes 80 empreses d'aquest sector.
A Nottingham hi ha l'única empresa del país dedicada a l'obtenció d'energia sense fins comercials, que s'anomena Robin Hood Energy.
El 2015, Nottingham estava entre les 10 ciutats del Regne Unit amb més expectatives creixement de llocs de treball (2004–13), tant en el sector públic com en el privat. L'augment de companyies instal·lades entre el 2014 i el 2015 va ser del 68%.
Els productors de cinema han escollit diverses vegades els indrets d'aquesta ciutat com a escenari, una de les mes famoses, la pel·lícula El cavaller fosc: la llegenda reneix. Hi ha també els estudis de televisió de la cadena BBC East Midlands i la Central Television.
El comerç és un sector prosper en aquesta ciutat, que te dues galeries de botigues destacades: Victoria Centre i Broadmarsh Centre, la primera de les quals ocupa una antiga estació de ferrocarril.

## Agermanaments

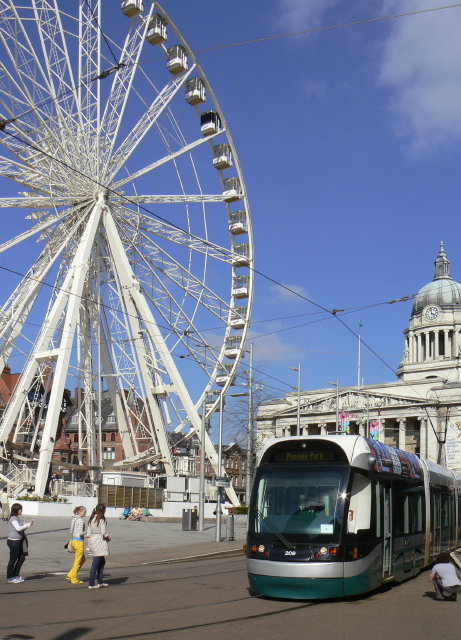
Centre urbà

Nottingham té relacions d'agermanament amb:
- Ljubljana (Eslovènia) des del 1963.
- Minsk (Belarús) des del 1966.
- Karlsruhe (Alemanya) des del 1969.
- Harare (Zimbàbue) des del 1981.
- Gant (Bèlgica) des del 1985.
- Ningbo (Xina) des del 2005.
- Timişoara (Romania) des del 2008.
- Krasnodar (Rússia) des del 2012.
- Września (Polònia)

## Llocs d'interès i activitats culturals

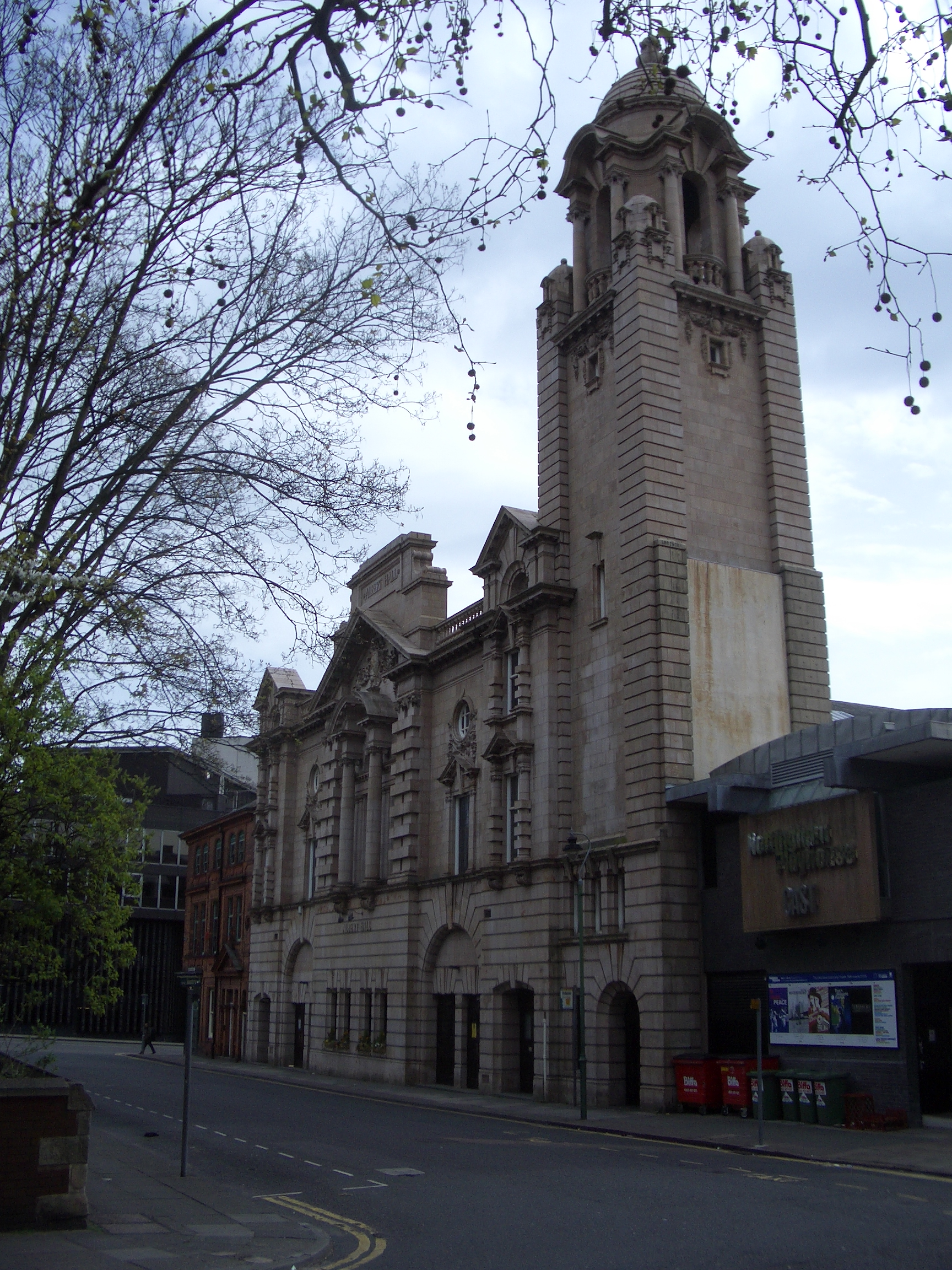
Albert Hall

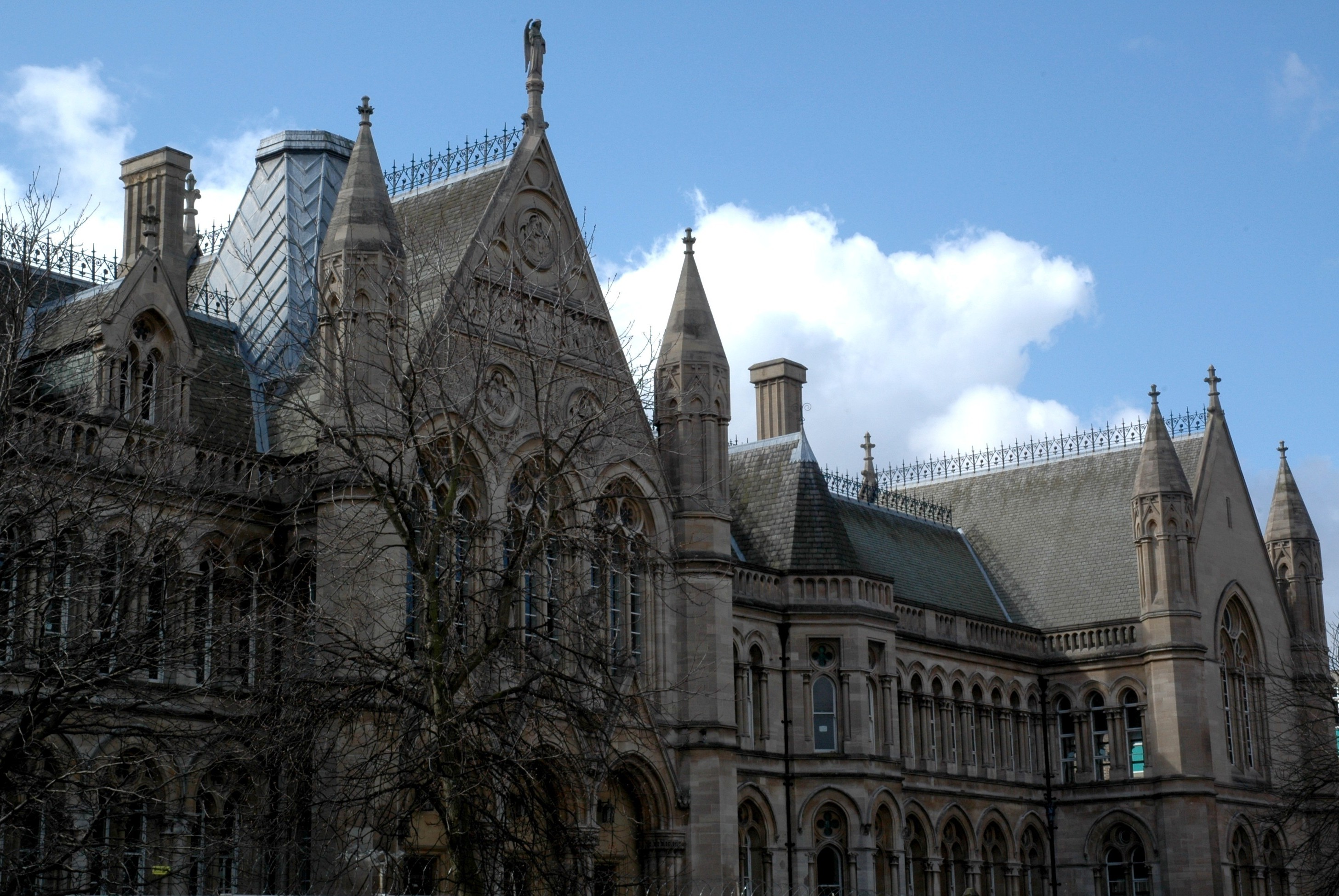
Universitat Trent Nottingham

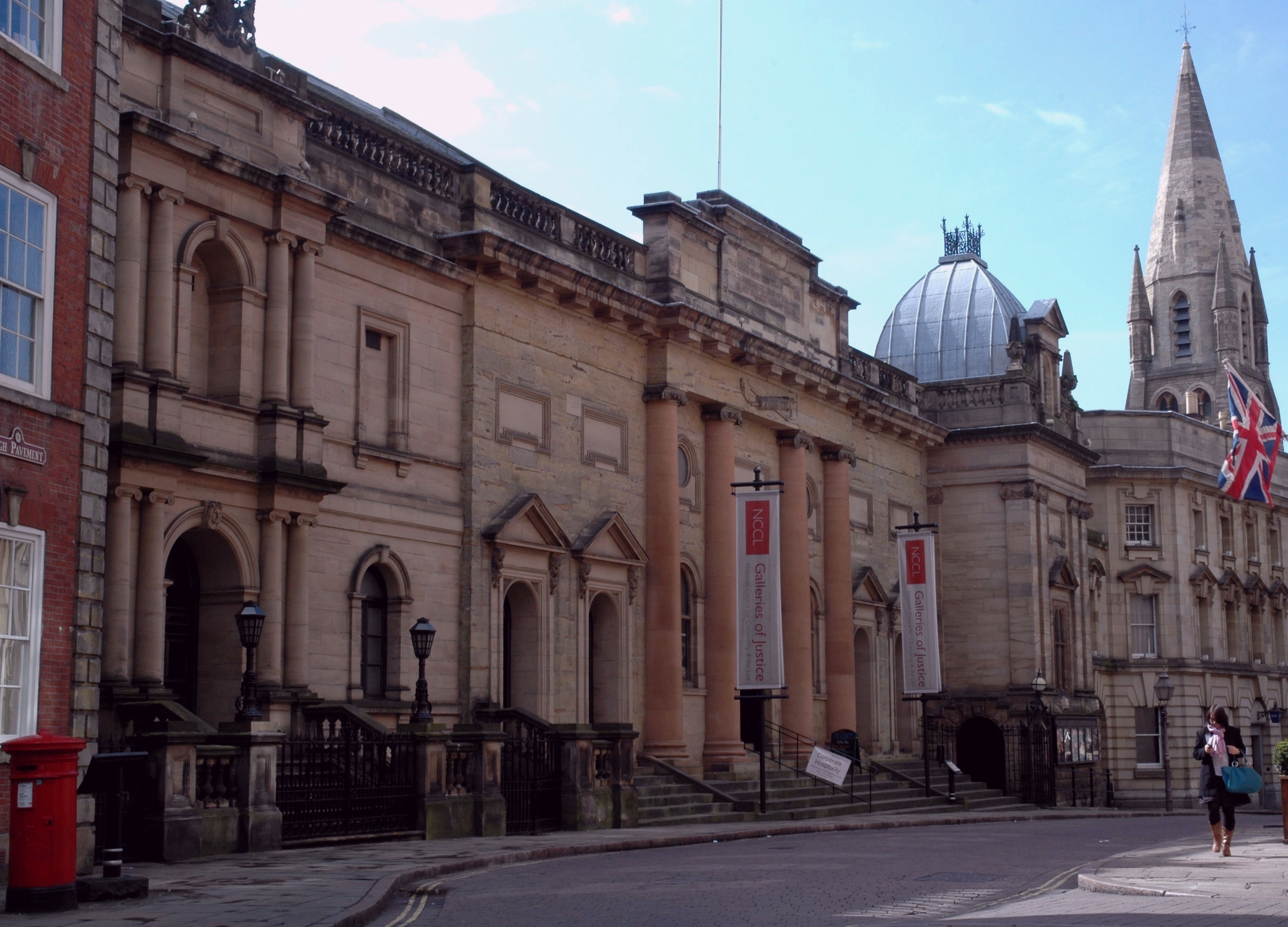
Justice galleries

- La plaça Old Market, al centre, on està l'edifici governatiu.
- Albert Hall, una sala de concerts i conferències, inaugurada el 1873.
- La catedral catòlica de sant Bernabé, del 1840-44, en estil neogòtic.
- El castell de Nottingham
- La Universitat Trent Nottingham, d'estil neogòtic.
- Hockley Village on hi ha sales de cinema alternatiu.
- El Big Wheel, un mecanisme en forma de roda gegant per veure el paisatge, situat al centre de la ciutat.

Museus
- Galleries of Justice, també conegut com a Shire Hall, un museu sobre com funcionava abans la justícia: en aquest lloc una persona acusada d'un delite podia estar tancada en presó preventiva, al mateix lloc era jutjada i si es trobava culpable també era executada en el mateix lloc. El darrer condemnat a ser penjat va ser el 1864.
- La Ciutat de les coves, que recrea l'aprofitament humà d'aquests llocs.
- Green's Windmill, que a ser la llar del físic i matemàtic George Green i ara és un museu de la ciència.
- El museu del castell, amb una col·lecció d'arts decoratives.
- Nottingham Contemporary, que va obrir el 2009 per fer exposicions d'art contemporani.
- El museu de la indústria, situat a Wollaton Park.
- El museu d'història natural, situat a Wollaton Hall.

Teatres
Nottingham Playhouse, Theatre Royal, Nottingham Arts Theatre, Lace Market Theatre i New Theatre.

## Esports

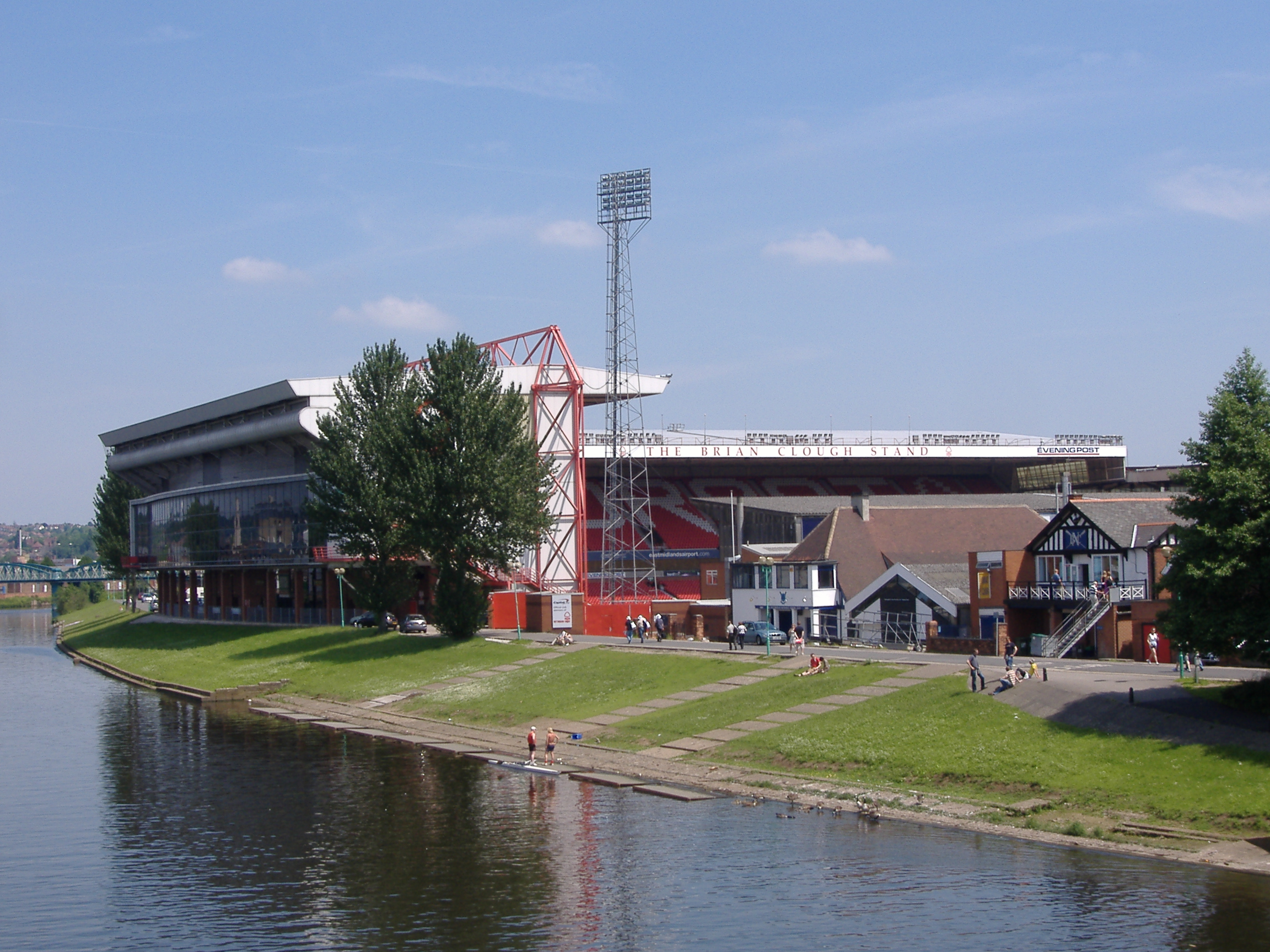
City Ground

Nottingham és la llar de dos dels clubs més antics del futbol professional: el Notts County que es va crear el 1862 i el Nottingham Forest F.C. que va gaudir d'un període de grans èxits entre el 1977 i el 1993 amb el director Brian Clough, van guanyar la lliga de primera divisió, quatre League Cups, una supercopa de la UEFA i dues copes d'Europa.
En el City Ground es va disputar el 1996 el campionat d'Europa de futbol.

## Fills il·lustres
- Edmund Hart Turpin (1835-1907) compositor.
- Edmund Severn (1862-1942) violinista i compositor.